# Лёгкая атлетика на летней Спартакиаде народов СССР 1956
Соревнования по лёгкой атлетике на Первой летней Спартакиаде народов СССР 1956 года проходили с 5 по 16 августа в Москве. Участники выступали на только что построенном Центральном стадионе имени В. И. Ленина, марафонский забег проходил на Минском шоссе. Официальное открытие арены состоялось 31 июля, а уже через пять дней на ней были проведены первые старты у легкоатлетов. Состязания одновременно имели статус 28-го чемпионата СССР по лёгкой атлетике. На старт вышли более 1500 спортсменов из 18 сборных команд союзных республик, городов Москвы и Ленинграда и Карельской АССР. На протяжении двенадцати дней были разыграны 36 комплектов медалей (24 у мужчин и 12 у женщин).
Участие сборной Карельской АССР было обусловлено тем, что до 16 июля 1956 года она входила в состав СССР как отдельная союзная республика — Карело-Финская ССР. Менее чем за месяц до старта турнира она была преобразована в автономную республику в составе РСФСР, но всё же была допущена к финальным соревнованиям Спартакиады отдельной командой.
Турнир принёс большое количество высоких результатов, в том числе несколько мировых, европейских и всесоюзных рекордов. Одним из главных действующих лиц соревнований стала Нина Виноградова. Она оказалась единственной женщиной, завоевавшей две золотые медали: в беге на 80 метров с барьерами ей удалось установить рекорд СССР (10,7), а в пятиборье — мировой рекорд. Новым ориентиром в этом виде стала её сумма 4767 очков, сложившаяся из отдельных результатов: толкание ядра — 13,23 м, прыжок в высоту — 1,57 м, 200 м — 25,4, 80 м с/б — 10,9, прыжок в длину — 5,88 м.
Второй мировой рекорд на соревнованиях установил Семён Ржищин. Он первым в истории лёгкой атлетики пробежал 3000 метров с препятствиями быстрее 8 минут 40 секунд — за 8.39,8, и побил прежнее достижение поляка Ежи Хромика на 0,4 секунды. Серебряный призёр Евгений Кадяйкин отстал от рекордсмена ровно на 8 секунд.
Григорий Климов поддержал почин товарищей и установил высшее мировое достижение в ходьбе на 50 км. Он преодолел самую длинную дистанцию в легкоатлетической программе за 4:05.12,2, что оказалось на 2 минуты 16 секунд быстрее предыдущего рекорда, установленного другим советским спортсменом Анатолием Егоровым годом ранее.
В ходьбе на 20 км победу одержал Михаил Лавров. С результатом 1:27.58,2 он стал новым обладателем всесоюзного рекорда.
Ярко проявил себя в беге на длинные дистанции стайер из Москвы Владимир Куц. За 3,5 месяца до своего триумфа в олимпийском Мельбурне он сделал победный дубль на Спартакиаде народов СССР. В беге на 10 000 метров Куц установил новый рекорд страны (28.57,8) и почти на минуту опередил серебряного призёра, а на дистанции вдвое короче проиграл собственному всесоюзному достижению всего три секунды (соперники вновь были далеко позади).
Василий Кузнецов в четвёртый раз подряд добыл звание сильнейшего многоборца страны. Ему удалось выиграть десятиборье и в четвёртый раз в карьере обновить рекорд Европы — 7728 очков (по таблицам 1950 года). В отдельных видах он показал результаты: 100 м — 10,7, прыжок в длину — 7,10 м, толкание ядра — 13,71 м, прыжок в высоту — 1,75 м, 400 м — 50,8, 110 м с/б — 14,4, метание диска — 49,21 м, прыжок с шестом — 3,90 м, метание копья — 64,98 м, 1500 м — 5.11,0.
В предварительном забеге на 100 метров у женщин ещё один рекорд Европы повторила Галина Попова — 11,5. В финале для победы ей хватило результата на одну десятую хуже.
В мужском толкании ядра победу одержал Вартан Овсепян. Легкоатлет из Еревана во второй раз по ходу сезона улучшил национальный рекорд (17,35 м).
В метании молота 18-е место занял Ромуальд Клим. Через 10 лет он стал чемпионом Европы.
Действующая рекордсменка мира в беге на 800 метров Нина Откаленко выиграла дистанцию 400 метров, но в своей основной дисциплине второй год подряд уступила Людмиле Лысенко. Чемпионка уступила рекорду Откаленко всего 0,3 секунды. Три спортсменки пробежали дистанцию быстрее 2.07, шесть — быстрее 2.10.

## Нормативы
Комитетом по физической культуре и спорту при Совете Министров СССР по просьбам республиканских комитетов физкультуры и в целях более широкого участия в Спартакиаде народов СССР способной молодёжи были установлены следующие нормативы для участников соревнований.
| Дисциплина      | Мужчины | Женщины |
| --------------- | ------- | ------- |
| 100 метров      | 11,1    | 12,5    |
| 200 метров      | 22,6    | 26,0    |
| 400 метров      | 51,0    | 1.00    |
| 800 метров      | 1.58,0  | 2.20,0  |
| 1500 метров     | 4.05,0  | —       |
| 5000 метров     | 15.30,0 | —       |
| 10 000 метров   | 32.30,0 | —       |
| марафон         | 2:50.0  | —       |
| 3000 метров с/п | 9.30,0  | —       |
| 80 метров с/б   | —       | 12,0    |
| 110 метров с/б  | 15,6    | —       |
| 400 метров с/б  | 56,5    | —       |
| ходьба на 20 км | 1:45.0  | —       |
| ходьба на 50 км | 4:55.0  | —       |
| прыжок в высоту | 1,80    | 1,50    |
| прыжок с шестом | 3,70    | —       |
| прыжок в длину  | 6,70    | 5,30    |
| тройной прыжок  | 14,00   | —       |
| толкание ядра   | 14,20   | 12,50   |
| метание диска   | 44,00   | 40,00   |
| метание копья   | 59,00   | 40,00   |
| пятиборье       | —       | 3500    |
| десятиборье     | 5000    | —       |

## Командное первенство
| Место | Команда             |
| ----- | ------------------- |
| 1     | Москва              |
| 2     | Ленинград           |
| 3     | РСФСР               |
| 4     | Украинская ССР      |
| 5     | Эстонская ССР       |
| 6     | Белорусская ССР     |
| 7     | Латвийская ССР      |
| 8     | Грузинская ССР      |
| 9     | Узбекская ССР       |
| 10    | Литовская ССР       |
| 11    | Азербайджанская ССР |
| 12    | Казахская ССР       |
| 13    | Молдавская ССР      |
| 14    | Киргизская ССР      |
| 15    | Армянская ССР       |
| 16    | Таджикская ССР      |
| 17    | Туркменская ССР     |
| 18    | Карельская АССР     |

## Призёры

### Мужчины
| Дисциплина             | Золото                                                                   | Золото            | Серебро                                                                                | Серебро          | Бронза                                                                              | Бронза            |
| ---------------------- | ------------------------------------------------------------------------ | ----------------- | -------------------------------------------------------------------------------------- | ---------------- | ----------------------------------------------------------------------------------- | ----------------- |
| 100 м                  | Борис Токарев Москва                                                     | 10,5              | Леонид Бартенев Украинская ССР Киев                                                    | 10,5             | Владимир Сухарев Москва                                                             | 10,6              |
| 200 м                  | Ардалион Игнатьев Ленинград                                              | 21,2              | Борис Токарев Москва                                                                   | 21,4             | Владимир Сухарев Ленинград                                                          | 21,4              |
| 400 м                  | Ардалион Игнатьев Ленинград                                              | 46,5              | Константин Грачёв Ленинград                                                            | 47,9             | Владимир Ефишин Ленинград                                                           | 48,3              |
| 800 м                  | Владимир Цымбалюк Ленинград                                              | 1.50,3            | Георгий Говоров Москва                                                                 | 1.50,4           | Анатолий Осминкин Москва                                                            | 1.50,4            |
| 1500 м                 | Йонас Пипине Литовская ССР Вильнюс                                       | 3.48,4            | Анатолий Валакин РСФСР Московская область                                              | 3.49,2           | Виктор Валявко Украинская ССР Киев                                                  | 3.49,4            |
| 5000 м                 | Владимир Куц Москва                                                      | 13.42,2           | Иван Чернявский Украинская ССР Киев                                                    | 14.05,0          | Пётр Болотников Москва                                                              | 14.12,6           |
| 10 000 м               | Владимир Куц Москва                                                      | 28.57,8           | Иван Чернявский Украинская ССР Киев                                                    | 29.50,4          | Александр Ануфриев Украинская ССР Киев                                              | 29.54,0           |
| Марафон                | Иван Филин РСФСР Сталиногорск                                            | 2:20.05,2         | Альберт Иванов Москва                                                                  | 2:21.52,0        | Пётр Сороковых Украинская ССР Сталино                                               | 2:21.57,0         |
| 3000 м с препятствиями | Семён Ржищин Москва                                                      | 8.39,8            | Евгений Кадяйкин Казахская ССР Алма-Ата                                                | 8.47,8           | Василий Власенко РСФСР Сталинград                                                   | 8.48,8            |
| 110 м с барьерами      | Борис Столяров Ленинград                                                 | 14,4              | Евгений Буланчик Украинская ССР Киев                                                   | 14,4             | Юрий Петров Москва                                                                  | 14,5              |
| 400 м с барьерами      | Игорь Ильин Москва                                                       | 51,2              | Вячеслав Богатов Москва                                                                | 51,3             | Виестурс Кумушка Латвийская ССР Рига                                                | 52,1              |
| Прыжок в высоту        | Владимир Поляков Москва                                                  | 2,00 м            | Игорь Кашкаров Москва                                                                  | 2,00 м           | Владимир Ситкин Украинская ССР Киев                                                 | 2,00 м            |
| Прыжок с шестом        | Виталий Чернобай Украинская ССР Львов                                    | 4,30 м            | Анатолий Петров Ленинград                                                              | 4,30 м           | Павел Захаров РСФСР Орджоникидзе                                                    | 4,30 м            |
| Прыжок в длину         | Олег Федосеев Москва                                                     | 7,50 м            | Эрик Кехрис Латвийская ССР Рига                                                        | 7,35 м           | Анатолий Стефанович Украинская ССР Киев                                             | 7,20 м            |
| Тройной прыжок         | Леонид Щербаков Москва                                                   | 16,13 м           | Константин Цыганков Москва                                                             | 15,67 м          | Константин Самохвалов Азербайджанская ССР Баку                                      | 15,60 м           |
| Толкание ядра          | Вартан Овсепян Армянская ССР Ереван                                      | 17,35 м           | Георгий Фёдоров Москва                                                                 | 16,79 м          | Борис Баляев Москва                                                                 | 16,77 м           |
| Метание диска          | Отто Григалка Москва                                                     | 52,51 м           | Виктор Компанеец Украинская ССР Киев                                                   | 52,43 м          | Борис Матвеев Ленинград                                                             | 52,10 м           |
| Метание молота         | Михаил Кривоносов Белорусская ССР Минск                                  | 63,31 м           | Станислав Ненашев Азербайджанская ССР Баку                                             | 60,82 м          | Николай Редькин Украинская ССР Киев                                                 | 60,78 м           |
| Метание копья          | Виктор Цыбуленко Украинская ССР Киев                                     | 78,58 м           | Александр Горшков Ленинград                                                            | 77,60 м          | Чарльз Валлман Эстонская ССР Таллин                                                 | 74,40 м           |
| Десятиборье*           | Василий Кузнецов Москва                                                  | 7728 очков (7429) | Юрий Кутенко Украинская ССР Львов                                                      | 7391 очко (7280) | Уно Палу Эстонская ССР Таллин                                                       | 7168 очков (7153) |
| Ходьба на 20 км        | Михаил Лавров РСФСР Воронеж                                              | 1:27.58,2         | Леонид Спирин Москва                                                                   | 1:28.01,8        | Антанас Микенас Литовская ССР Вильнюс                                               | 1:29.57,6         |
| Ходьба на 50 км        | Григорий Климов Москва                                                   | 4:05.12,2         | Евгений Маскинсков РСФСР Саранск                                                       | 4:08.57,0        | Михаил Лавров РСФСР Воронеж                                                         | 4:09.48,0         |
| Эстафета 4×100 м       | Москва Владимир Сухарев Вячеслав Ширинский Борис Токарев Юрий Башлыков   | 40,9              | Украинская ССР · Игорь Липман · Тимофей Шевченко · Михаил Бондаренко · Леонид Бартенев | 41,0             | Ленинград Леонид Григорьев Альберт Пласкеев В. Чмыхов Вячеслав Бабияк               | 41,6              |
| Эстафета 4×400 м       | Ленинград Михаил Некрасов Борис Егупов Владимир Ефишин Ардалион Игнатьев | 3.11,2            | РСФСР · Павел Седов · Геннадий Слепнёв · Валентин Рахманов · Лев Шупилов               | 3.13,2           | Украинская ССР · Семён Крицштейн · Юрий Карпюк · Алексей Иванов · Арнольд Мацулевич | 3.14,4            |

* Для определения победителя в соревнованиях десятиборцев использовалась старая система начисления очков. Пересчёт с использованием современных таблиц перевода результатов в баллы приведён в скобках.

### Женщины
| Дисциплина       | Золото                                                                 | Золото     | Серебро                                                                    | Серебро   | Бронза                                                                                         | Бронза     |
| ---------------- | ---------------------------------------------------------------------- | ---------- | -------------------------------------------------------------------------- | --------- | ---------------------------------------------------------------------------------------------- | ---------- |
| 100 м            | Галина Попова Ленинград                                                | 11,6       | Вера Югова РСФСР Молотов                                                   | 11,7      | Вера Крепкина Украинская ССР Киев                                                              | 11,7       |
| 200 м            | Мария Иткина Белорусская ССР Минск                                     | 23,8       | Ольга Кошелева Белорусская ССР Минск                                       | 24,0      | Вера Югова РСФСР Молотов                                                                       | 24,0       |
| 400 м            | Нина Откаленко Москва                                                  | 55,6       | Зинаида Сафронова Москва                                                   | 55,9      | Людмила Лысенко Украинская ССР Днепропетровск                                                  | 56,1       |
| 800 м            | Людмила Лысенко Украинская ССР Днепропетровск                          | 2.05,3     | Нина Откаленко Москва                                                      | 2.06,8    | Дзидра Левицка Латвийская ССР Рига                                                             | 2.06,9     |
| 80 м с барьерами | Нина Виноградова Ленинград                                             | 10,7       | Мария Голубничая Москва                                                    | 10,8      | Галина Быстрова РСФСР Горький                                                                  | 10,8       |
| Прыжок в высоту  | Валентина Баллод Узбекская ССР Ташкент                                 | 1,68 м     | Елена Кудрявцева Украинская ССР Киев                                       | 1,65 м    | Александра Чудина Москва Светлана Гармс РСФСР Уфа Мария Писарева Москва Нина Коссова Ленинград | 1,60 м     |
| Прыжок в длину   | Галина Быстрова РСФСР Горький                                          | 6,03 м     | Галина Попова Ленинград                                                    | 5,98 м    | Надежда Двалишвили Грузинская ССР Тбилиси                                                      | 5,97 м     |
| Толкание ядра    | Тамара Тышкевич Ленинград                                              | 16,22 м    | Галина Зыбина Ленинград                                                    | 15,98 м   | Зинаида Дойникова Ленинград                                                                    | 14,57 м    |
| Метание диска    | Нина Пономарёва Москва                                                 | 51,88 м    | Альбина Рутковская-Елькина Украинская ССР Винница                          | 49,42 м   | Ирина Беглякова Москва                                                                         | 48,53 м    |
| Метание копья    | Александра Чудина Москва                                               | 52,16 м    | Надежда Коняева Украинская ССР Киев                                        | 50,90 м   | Инесе Яунземе Латвийская ССР Рига                                                              | 50,84 м    |
| Пятиборье        | Нина Виноградова Ленинград                                             | 4767 очков | Александра Чудина Москва                                                   | 4632 очка | Нилия Беседина Ленинград                                                                       | 4570 очков |
| Эстафета 4×100 м | Москва Тамара Буянова Нина Деконская Зинаида Сафронова Ирина Бочкарёва | 46,1       | РСФСР · Лидия Полиниченко · Нина Анчелевич · Вера Югова · Галина Резчикова | 46,2      | Белорусская ССР · Надежда Страх · В. Колесникова · Мария Иткина · Ольга Кошелева               | 46,4       |